# Gurunhuel
Gurunhuel település Franciaországban, Côtes-d’Armor megyében. Lakosainak száma 406 fő (2022. január 1.). Gurunhuel Bourbriac, Louargat, Moustéru, Plougonver, Pont-Melvez és Tréglamus községekkel határos.

## Népesség
A település népességének változása:
| Lakosok száma | 591  | 440  | 404  | 395  | 433  | 446  | 421  | 407  | 405  | 406  |
|               | 1968 | 1982 | 1990 | 2006 | 2013 | 2015 | 2017 | 2019 | 2020 | 2022 |